# Remo Zito
Remo Zito (Ancona, 14 settembre 1960) è un cantante, musicista e compositore italiano.

## Biografia
La sua carriera ha inizio nel 1979 in qualità di batterista del gruppo DNA. La band DNA oltre a brani propri, eseguiva anche i più famosi brani musicali dei Genesis; in questo contesto Remo Zito, grazie alla sua voce, per certi versi molto simile come timbrica a quella di Phil Collins, decide di abbandonare la batteria per dedicarsi completamente al ruolo di vocalist. Ruolo che lo porterà, insieme al suo gruppo, al concerto del 12/03/1981 al teatro Goldoni di Ancona. Oggi Remo Zito non fa più parte dei DNA, ma il gruppo esiste ancora e si esibisce in concerti tribute ai Pink Floyd. Dopo un periodo da edicolante, al momento lavora come tassista nella sua città natale.

### Il periodo Via Verdi
Nel 1985, il talent scout Claudio Cecchetto scopre le qualità di alcuni musicisti anconetani: Marco Grati, Glauco Medori, Massimo Marchione e lo stesso Remo Zito, nascono così i Via Verdi. La nuova formazione conoscerà presto il successo grazie al loro primo singolo Diamond, brano che nel 1986 scalerà le classifiche, anche internazionali, piazzandosi al primo posto dei dischi più venduti in Italia. Dopo questo felice esordio, i Via Verdi, nel 1987, pubblicheranno altri due singoli (escludendo le versioni remix): Sometimes e You and me. Tutti i brani sopra citati sono inclusi nell'album intitolato "Trailer".

### Il periodo First
Nel 1990 Remo Zito abbandona la formazione Via Verdi per ritirarsi dalla scena musicale, ma a distanza di anni, esattamente nel 1999, si ripresenta con i vecchi compagni d'avventura alla trasmissione Meteore, alla quale farà seguito una serie di serate revival in varie zone d'Italia. Pur avendo abbandonato la professione, Remo Zito continua a cantare e comporre musica. Nel 2000 decide così di ritrovarsi insieme ai suoi amici di sempre, il chitarrista Paolo Fiorini e il bassista Franco (Jack) Stacchiotti, per dar vita a una nuova formazione musicale: First Band. Questa formazione è ancora oggi in attività e sta pubblicando musica coperta da licenza Creative Commons, cioè liberamente scaricabile da internet, attraverso il portale di musica libera Jamendo. Gli album già prodotti sono tre: Forever, Out there is life e On the road, mentre il quarto è in fase di realizzazione. Remo Zito è l'autore di quasi tutti i testi, mentre musicalmente è coadiuvato da Paolo e Franco.

### Il periodo delle cover band
Oltre all'impegno profuso all'interno dei First, Remo Zito si esibisce occasionalmente con una cover band riproponendo le migliori hits di Peter Gabriel e Phil Collins, la band è conosciuta con il nome di "Petephil" e ultimamente ha formato un quartetto di sole chitarre acustiche: GGP (Genesis Guitar Project), rispolverando i migliori successi dei Genesis. Remo Zito proprio per la sua timbrica vocale molto simile alle voci degli ex cantanti della leggendaria band britannica riesce ad amalgamare molto bene il lavoro dei suoi amici musicisti proponendo sempre ottime esibizioni live.

### Il ritorno alla musica 80s
Dai 2000s in poi la musica italo disco (del quale i Via Verdi sono stati tra i più quotati interpreti internazionali) è tornata in auge, grazie ad etichette come Flashback record e Iventi records.
Nell'estate del 2012 Remo ha inciso 3 nuovi brani in pieno sound anni 80, scritti con il musicista Joey Mauro. Il disco chiamato Joey Mauro Presents Contiene Remo Zito - Secret Agent, pubblicato dalla Flashback Records nel 2014, sullo stesso disco è presente anche il cantante degli atelier folier Rago.

## Discografia

### Album
- 1988 Trailer (Via Verdi) [Italia]
- 2001 Forever (First Band) [Italia]
- 2005 Out there is life (First Band) [Italia]
- 2007 On the road (First Band) [Italia]
- 2014 Secret Agent (Joey Mauro present [Finlandia/Italia] (Flashback Records)

### Singoli
- 1985 Diamond (P. Giuliante - M. Grati - M. Flores) [Italia]
- 1986 Diamond Remix (P. Giuliante - M. Grati) [Italia]
- 1986 Diamond Remix Ma-Ma (P. Giuliante - M. Grati) [Italia]
- 1987 Sometimes (P. Giuliante - M. Grati) [Italia]
- 1987 Sometimes Remix (P. Giuliante - M. Grati ) [Italia]
- 1987 You and Me (P. Giuliante - M. Grati) [Italia]